# Reformy rolne w Polsce
Reformy rolne w Polsce

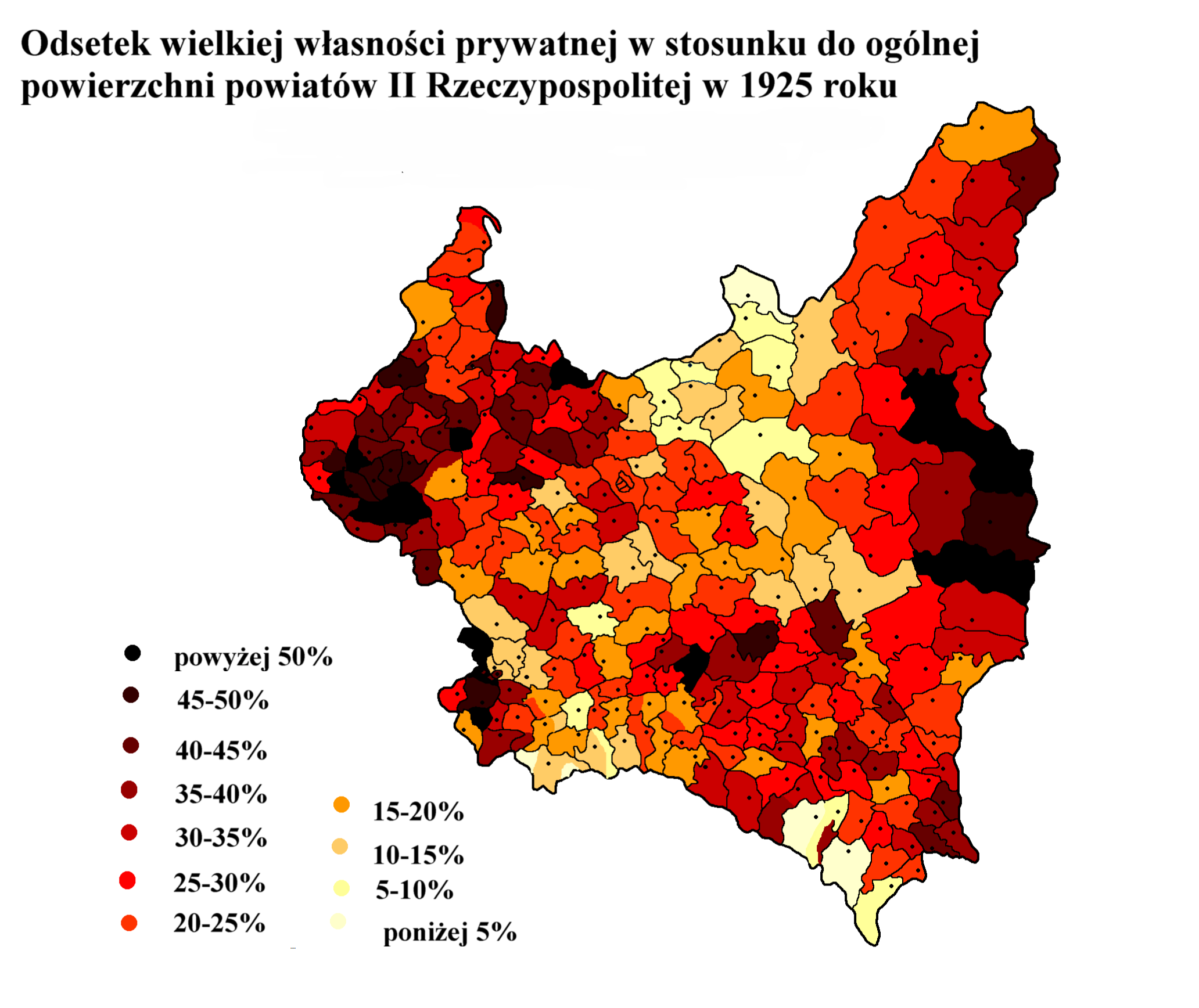
Procent wielkiej własności prywatnej w stosunku do ogólnej powierzchni powiatów II Rzeczypospolitej w 1925 roku

Reformy rolne na terytorium Polski prowadzono w okresie II Rzeczypospolitej (ustawy 1920 i 1925) i Polski Ludowej (dekret PKWN z 6 września 1944).
Do roku 1939 rozparcelowano łącznie ok. 2,7 mln ha na rzecz około 630 tys. beneficjentów; po roku 1945 rozparcelowano łącznie 6,1 mln ha na rzecz około 1,1 mln rodzin.

## W okresie międzywojennym
Kwestia agrarna, a głównie nędza chłopa polskiego i głód ziemi były jednym z najistotniejszych problemów politycznych i gospodarczych Polski po odzyskaniu niepodległości w 1918 roku. Szczególnie ostro występował problem głodu ziemi wśród chłopów w byłych zaborach austriackim i rosyjskim.
Już w 1917 r. na wiecach chłopskich uchwalano rezolucje domagające się parcelacji majątków ziemskich. Ruch chłopski przybrał na sile w 1918 r. W kilku powiatach robotnicy rolni zajęli folwarki. Mnożyły się napady na dwory. Chłopi zaorywali grunty folwarczne. W tej sytuacji rząd Ignacego Daszyńskiego zapowiedział w odezwie upaństwowienie wielkiej i średniej własności ziemskiej i oddanie jej w ręce chłopów pod kontrolą państwa.
Pod naciskiem partii chłopskich Sejm Ustawodawczy przyjął 10 lipca 1919 r. uchwałę o zasadach reformy rolnej. Maksimum posiadania ziemi określono na 60 do 180 ha w zależności od warunków lokalnych, z podniesieniem limitu do 400 ha na Kresach Wschodnich i w niektórych częściach byłego zaboru pruskiego. Uchwała nie była ustawą i jedynie wytyczyła kierunek reformy rolnej.
Ustawa w sprawie reformy rolnej, prawnie rozpoczynająca proces reformy, została uchwalona w dniu 15 lipca 1920 r. (Dz.U. nr 70, poz. 462) bez dyskusji.
Ustawa ta przewidywała:
- parcelację całej ziemi państwowej oraz parcelację ziemi wykupowanej przez państwo od właścicieli ziemskich,
- parcelację dóbr kościelnych,
- odszkodowanie za wywłaszczone majątki w wysokości połowy ceny rynkowej,
- możliwość uzyskania kredytu na zakup ziemi w wysokości do 75% wartości parceli,
- przyznanie ziemi przede wszystkim bezrolnym i małorolnym, przy czym pierwszeństwo przysługiwało inwalidom wojennym i robotnikom rolnym,
- pozbawienie prawa do ziemi chłopów, którzy uchylali się od służby wojskowej i/lub brali udział w zajmowaniu siłą ziem folwarcznych.

Na jednogłośne uchwalenie ustawy o wykonaniu reformy rolnej główny wpływ miały: radykalizacja nastrojów chłopskich, załamanie frontu polskiego w wojnie 1920 r., chęć aktywizacji wsi po stronie niepodległej Polski oraz zadokumentowanie ludowego charakteru Rzeczypospolitej.
Jesienią 1920 r. podjęto kroki w celu realizacji tej ustawy, jednakże nie na długo, ponieważ ustawa o reformie rolnej okazała się być sprzeczna z artykułem 99 Konstytucji marcowej. Tym samym zostało sparaliżowane wykonanie reformy, a kwestia ta stała się kartą przetargową w potyczkach politycznych przez następne 4 lata, kiedy to powrócono do idei przeprowadzenia tejże reformy.
W latach 1919–1920 rozparcelowano jedynie 19 tys. ha (należących głównie do byłych rodzin panujących w państwach zaborczych, Komisji Kolonizacyjnej i rosyjskiego Banku Włościańskiego).
Kolejną ustawę w tej sprawie uchwalono w 1925 r. Do 1939 r. reformę zrealizowano w 58% przez przymusową sprzedaż nabywcom lub wykup przez państwo gruntów podlegających parcelacji. Rozparcelowano około jednej piątej ziemi należącej do majątków ziemiańskich.

## W okresie Polski Ludowej
W Polsce Ludowej, reformę rolną przeprowadzono na mocy wydanego przez PKWN dekretu o reformie rolnej, z 6 września 1944. Dotyczyła ona wywłaszczenia i parcelacji majątków ziemskich o obszarze ponad 50 ha, a na niektórych terenach powyżej 100 ha. Ogółem, w latach 1944–1948, na cele reformy rolnej zostało przejętych 9707 majątków ziemskich (ok. 3,49 mln hektarów). Z liczby tej rozparcelowaniu uległo 1,2 mln hektarów pomiędzy 387 000 rodzin chłopskich. Z pozostałych obszarów, w większości stanowiących grunty leśne, gospodarstwa wodne (np. stawy hodowlane), a także z różnych przyczyn tereny wyłączone z parcelacji – utworzono różne ośrodki rządowe, szkoleniowe lub rolnicze placówki wzorcowe.
Wszystkie próby uchronienia majątków ziemskich przed parcelacją i zabiegi o odzyskanie resztówek spotykały się z ostrą reakcją. Dążeniom ziemian do utrzymania części utraconych dóbr ostatecznie położyło kres zarządzenie Ministerstwa Rolnictwa i Reform Rolnych z dn. 22 X 1947 r., zabraniające przekazywania resztówek byłym właścicielom, nawet w charakterze rekompensaty za nieprawnie rozparcelowane majątki. Podczas przeprowadzania parcelacji często miała miejsce prywata i korupcja. Grabiono wyposażenie dworów i pałaców, niszczono księgozbiory, archiwa i dzieła sztuki.
W czasie przeprowadzanej reformy rolnej, utworzono Państwowy Fundusz Ziemi. Za jego pośrednictwem poprzez tzw. nadziały tworzono nowe gospodarstwa rolne i powiększano gospodarstwa karłowate. Za otrzymaną z nadziałów ziemię, dekret PKWN ustalał zapłatę stanowiącą równowartość przeciętnych rocznych plonów. Spłata następowała w ciągu 10–20 lat. Uzyskane środki PFZ przeznaczał na wydatki związane z przeprowadzeniem reformy.
Postanowienia dekretu interpretowano rozszerzająco, wysiedlając dotychczasowych właścicieli z ich domów, pozbawiając dobytku, w tym dóbr kultury. Warstwa ziemiaństwa została w ten sposób pozbawiona podstaw bytowych, a byłym ziemianom zakazano pobytu i zamieszkania w powiecie, gdzie dotychczas znajdował się ich majątek ziemski.
Reforma nie dotyczyła Kościoła i związków wyznaniowych, których obiekty rolne bez względu na powierzchnię wyłączono w dekrecie PKWN z 6 września 1944 spod wywłaszczeń do czasu decyzji Sejmu Ustawodawczego. Postąpiono tak, zgodnie ze świadectwem Wandy Wasilewskiej na wyraźne życzenie Józefa Stalina. Wywłaszczenie takie nastąpiło w 1950 na mocy ustawy z 20 marca 1950 roku o przejęciu przez państwo dóbr martwej ręki, poręczeniu proboszczom posiadania gospodarstw rolnych i utworzeniu Funduszu Kościelnego (Dz.U. z 1950 r. nr 9, poz. 87).